# Mount Shields
Mount Shields är ett berg i Antarktis. Det ligger i Östantarktis. Australien gör anspråk på området. Toppen på Mount Shields är 1 168 meter över havet, eller 269 meter över den omgivande terrängen. Bredden vid basen är 4,4 km.
Terrängen runt Mount Shields är huvudsakligen kuperad, men åt nordost är den platt. Trakten är obefolkad. Det finns inga samhällen i närheten.